# Personal Internet Communicator
Personal Internet Communicator (PIC) ist ein von der Firma AMD Ende Oktober 2004 der Öffentlichkeit vorgestellter, lüfterloser PC, mit welchem AMD bis 2015 etwa 50 % der Erdbevölkerung ausstatten wollte. Der PC besaß einen 366 MHz starken Geode-Prozessor mit 1,1 Watt Leistungsaufnahme, eine 10 GB Festplatte, VGA-Anschluss und 4 USB-Ports.
Die  schwache Ausstattung rührt daher, dass das Gerät auf eine sehr niedrige Leistungsaufnahme ausgelegt war, da die Zielgruppe in den ärmsten Regionen der Welt angesiedelt ist.
Das System war in ein sehr kompaktes und leichtes (3 Pfund) Gehäuse integriert, das besonders auch auf Widerstandsfähigkeit ausgelegt ist.
Als Betriebssystem wurde Windows CE mit dem CE 2D Game Pack eingesetzt. Internettauglich war es durch den Internet Explorer 6.0 und den Macromedia Flashplayer 6; Textverarbeitung und Tabellenkalkulation wurden von der Firma Softmaker beigesteuert.
Das System sollte mit dem eigentlichen Rechner, Netzteil, Maus und Tastatur ausgeliefert werden.
Die Herstellung wurde zum 1. Oktober 2006 eingestellt.

## Linux
Im September 2006 veröffentlichte eine Testgruppe des „Computer and Peripheral Testing Laboratory“, in Thailands Wissenschaftspark nahe der Bangkok University auf der thailändischen Wiki-Seite des 100-Dollar-Laptop-Projekts Informationen über die Lauffähigkeit der Linux-Distribution Edubuntu in Verbindung mit der OLPC-eigenen Software. Auf einer modifizierten Version mit 256 MB Arbeitsspeicher kann Edubuntu problemlos arbeiten.
Allerdings ist zu berücksichtigen, dass die Software auf dem 100-Dollar-Laptop auf die ausschließliche Verwendung von Flashspeicher optimiert ist, was in der Folge den Energieverbrauch und den RAM-Bedarf erheblich senkt. Demnach ist ein multimediafähiges Laptopsystem auch ohne die oben genannte Speichererweiterung möglich.

## Hardware
Laut AMD enthält der PIC folgende Komponenten.
- Prozessor: AMD Geode-GX-Prozessor mit CS5535 companion device
- Arbeitsspeicher: 128 MB DDR-SDRAM, aufrüstbar bis 512 MB
- Festplatte: internes 10 GB 3.5"-Laufwerk
- Display -- VGA 1600 × 1200 Auflösung, mit 85 Hz
- LAN Schnittstelle -- nicht integriert. Der mitgelieferte USB-Ethernet-Adapter ist begrenzt durch USB 1.1
- Vier USB 1.1 Anschlüsse (2 vorne, 2 hinten)
- Modem -- internes 56 Kbps ITU v.92 Fax/Modem
- Sound -- AC’97 mit Stereo-in/out-Buchsen

Der PIC hat Abmessungen von 140 × 216 × 64 mm, also nur geringfügig größer als die 3.5"-Festplatte; er wiegt etwa 3 Pfund.